# 石川紀子
石川 紀子（いしかわ のりこ）は、日本の助産師、看護学者（母性看護学・助産学）。学位は修士（社会学）（明治学院大学・2002年）。
総合母子保健センター愛育病院母子保健科外来部門師長、静岡県立大学看護学部准教授などを歴任した。

## 来歴

### 生い立ち
長崎大学の医学部附属助産婦学校を卒業し、助産婦となった。崇仁親王妃百合子を総裁として奉戴する恩賜財団母子愛育会が設置・運営する総合母子保健センター愛育病院で勤務することになり、1985年4月に入職した。総合母子保健センター愛育病院においては、母子保健科にて外来部門の師長を務めるなど、要職を歴任した。
また、明治学院大学に進学し、社会学部の社会学科にて学んだ。1999年3月、明治学院大学を卒業した。さらに明治学院大学の大学院に進学し、社会学研究科の社会学専攻にて学んだ。2002年3月、明治学院大学の大学院における博士前期課程を修了した。それに伴い、修士（社会学）の学位を取得した。

### 研究者として
助産師としての活動の傍ら、茨城県立医療大学、東京大学、慶應義塾大学といった各大学の講師を非常勤で務めた。2017年4月、静岡県立大学に転じ、看護学部にて准教授を常勤で務めた。看護学部においては、主として看護学科の講義を担当し、母性看護学を受け持った。同時に、静岡県立大学の大学院にて、看護学研究科の准教授を兼務した。看護学研究科においては、主として看護学専攻の講義を担当し、助産学を受け持った。また、日本助産評価機構の理事、東京母性衛生学会の理事、日本母子看護学会の理事、日本分娩監視研究会の常任幹事、といった団体の役職なども兼任した。2020年3月31日、静岡県立大学の准教授を退任した。

## 研究
助産師としての豊富な経験を持つことからわかるとおり、専門は看護学であり、特に母性看護学や助産学といった分野の研究に従事していた。具体的には、中堅の助産師に対する現任教育に関する研究に取り組んでいた。また、明治学院大学にて社会学を学んだことから、ルーブリックの評価票を助産外来で活用できないか研究していた。
学術団体としては、日本母性衛生学会、日本助産学会、日本母子看護学会、東京母性衛生学会、日本看護評価学会、日本看護管理学会、などに所属した。

## 人物
助産師の位置づけや役割について「産んでよかったと思えるようなお産をしてもらいたい、そのためにも妊娠中からの助産師の関わりは重要」と述べるなど、その重要性について指摘している。また、妊婦らに対しては「妊娠出産は自分自身のカラダに起きていること。ですから、医師や助産師に頼りきってばかりで、人まかせにしてはいけません」と警鐘を鳴らしたうえで「自分の体と赤ちゃんは自分自身で守る! という意識を持つことがとても大切だと思います。そのために私たち助産師をおおいに活用、利用してください」と呼びかけている。

## 略歴
- 1985年 - 総合母子保健センター愛育病院入職[2]。
- 1999年 - 明治学院大学社会学部卒業[3]。
- 2002年 - 明治学院大学大学院社会学研究科博士前期課程修了[3]。
- 2017年 - 静岡県立大学看護学部准教授[2]。
- 2017年 - 静岡県立大学大学院看護学研究科准教授。

## 著作

### 共著
- 我部山キヨ子・武谷雄二編『助産学講座』10巻、4版、医学書院、2010年。ISBN 9784260009720
- 我部山キヨ子・武谷雄二シリーズ編集『助産学講座』10巻、5版、医学書院、2016年。ISBN 9784260021753

### 分担執筆
- 李節子編『在日外国人の母子保健――日本に生きる世界の母と子』医学書院、1998年。ISBN 4260343297
- 我部山キヨ子・大石時子編『助産師のためのフィジカルイグザミネーション』医学書院、2008年。ISBN 9784260006118
- 福井トシ子編『助産師業務要覧』2巻、2017年新2版、日本看護協会出版会、2012年 ISBN 9784818020306
- 福井トシ子編集『臨床助産テキスト』1巻、メディカ出版、2016年。ISBN 9784840457637